# Valter Bornemark
Torsten Valter Bornemark, född 1 mars 1927 i Velinga i Västergötland, död 15 november 2017 i Malmö, var en svensk kapellmästare, musiker, pianotekniker, teaterchef och tonsättare. 
Bornemark växte med sin äldre bror upp som son till läraren John Bornemark (1892–1936) och Emma, född Henriksson (1896–1936), i det lilla samhället Velinga i Västergötland. Föräldrarna dog då han var nio år, varvid bröderna flyttade till farföräldrarna i Borås, där de kunde fortsätta sitt musikaliska intresse med fiol och piano. 
Under musikstudier vid Folkliga musikskolan i Ingesund 1945 träffade han sin blivande hustru, Gullan Bohlin. Efter de värmländska studierna utbildade han sig till pianotekniker vid Pianotekniska skolan i Stockholm. 1949 flyttade paret till Malmö, där han etablerade sin pianotekniska firma Piano Bornemark. Han hyste även ett stort musikhistoriskt intresse och återupptäckte en mängd bortglömda äldre operor och operetter. Åren 1958–1972 var han chef för Pildammsteatern, där ett antal av dessa äldre verk framfördes, däribland Den sköna Galathea av Franz von Suppé, Tanddoctorn av Johan Åhlström och Modehandlerskan av Franz Berwald. Han framträdde som musiker i olika sammanhang och på skivinspelningar. Sedan 1985 var han kapellmästare för Valters Wienerbröder, ett wienerkapell med inriktning på klassisk vals- och underhållningsmusik. Sedan 1972 var han även mycket aktiv som gillesmusiker och ansvarig för musikensembler och tonsättningar i samband med Västgöta gille.
På 1960-talet myntade Bornemark benämningen Herr Gårman för trafikskylten för övergångsställe, då Nationalföreningen för trafiksäkerhetens främjande efterlyst ett lämpligt pedagogiskt namn och bett Gullan Bornemark skriva en sång om den. Han var även aktiv som fritidsflygare, bland annat av veteranflygplan som Tiger Moth.

## Familj
Åren 1950 till sin död 2017 var han gift med Gullan Bornemark och de fick tillsammans fyra musikverksamma barn, Eva, Sven, Jörgen och Dan Bornemark.
Valter Bornemark är begravd på Limhamns kyrkogård.